# Matteuskyrkan, Boden
Matteuskyrkan är en kyrkobyggnad som tillhör Överluleå församling i Luleå stift. Kyrkan ligger i Södra Svartbyn, några kilometer utanför Bodens centrum.

## Matteuskyrkans historia
När villaområdet i Södra Svartbyn byggdes ut under 1960-70-talet, uppstod ett behov av kyrklig verksamhet i området. Samtidigt växte kraven på en kommunal fritidsgård i samma område. 
Bodens kommun och Överluleå församling kom då överens om att samordna behoven. Bygget påbörjades 1976 och färdigställdes året därpå. Invigningen skedde 30 september 1977 och huset gavs namnet Torpgärdangården.
Under 1980-talet visade det sig att olika aktiviteter ibland störde varandra och tankarna på en uppdelning av byggnaden väcktes. Under våren 1994 genomfördes delningen mellan kommun och kyrka. 
1996 förrättade biskop Rune Backlund en vigning av lokalerna som då gavs namnet Matteuskyrkan. Namnet syftar på bibelordet Ty där en eller två är församlade i mitt namn är jag mitt ibland dem. 
År 2000 skänktes en kyrkklocka till Matteuskyrkan. Det var en av frivilliggrupperna, Grabbhörnan, som skänkte klockan. Den hade före renoveringen stått i Notviken.
Under våren 2003 fick så kyrksalen sitt nuvarande utseende. Då genomfördes en renovering där den konstnärliga utsmyckningen gjordes av Marianne Öqvist från Luleå.